# Národní park Rapa Nui
Národní park Rapa Nui je chilský národní park na Velikonočním ostrově, který je zapsán na seznamu Světového dědictví. Zaujímá 69 km², což je 41,5% rozlohy ostrova.
Park je rozdělen do sedmi sekcí:
- Rano Kau — jihozápadní cíp ostrova jižně od Mezinárodního letiště Mataveri včetně kráteru vyhaslé sopky a obřadní vesnice Orongo, která se nalézá na jeho vrcholu
- Puna Pau — oblast lomu, kde původní obyvatelstvo ostrova vytvářelo Pukaa).
- Rano Raraku — oblast lomu u kráteru Rano Raraku, hlavní místo výroby soch Moai).
- Anakena — Ovahe (oblast severních pláží s archeologickými lokalitami)
- Ahu Akivi — (archeologický komplex)
- Costa Norte
- Hanga Roa — hlavní město ostrova.

## Historie parku
Roku 1935 Chile poprvé deklarovalo Velikonoční ostrov jako národní park. 22. března 1996
UNESCO zapsalo ostrov na seznam Světového dědictví. Přesné hranice Národního Parku Rapa Nui se několikrát měnily z důvodu postupného vracení pozemků ze soukromého vlastnictví.